# Donna Edmondson
Donna Edmondson (Greensboro, Carolina del Norte, 1 de febrero de 1966) es una modelo y actriz estadounidense que fue playmate de noviembre de 1986 de la revista playboy, y posteriormente fue elegida la Playmate del Año 1989. Además de su aparición en la revista también lo hizo en varios videos playboy y ediciones especiales de la revista.